# Edvin Taborda
Edvin Taborda (14 ottobre 1999) è un giocatore di football americano svedese che milita nel ruolo di wide receiver nei Tyresö Royal Crowns e nella nazionale svedese.
in precedenza ha militato nei Göteborg Marvels e negli Stockholm Mean Machines.
Nel 2021 è diventato vicecampione europeo con la nazionale svedese.